# ناسور أذيني بطيني
ناسور أذيني بطيني (بالإنجليزية: Atrioventricular fistula)‏ هو ناسور بين أذين وبطين القلب. يعد الناسور الأذيني البطيني أحد المضاعفات المحتملة لجذ القلب بالقسطرة.